# Zygia ramiflora
Zygia ramiflora là một loài thực vật có hoa trong họ Đậu. Loài này được (F. Muell.) Kosterm. miêu tả khoa học đầu tiên năm 1954.